# Förbjudna staden
Förbjudna staden (kinesiska: 故宫; Gùgōng) är ett kinesiskt kejserligt palatsområde och användes av hovet under Ming- och Qingdynastierna. Palatset, som totalt täcker 72 hektar, ligger precis norr om Himmelska fridens torg i centrala Peking i Kina. 24 kejsare har styrt Kina från Förbjudna staden sedan dess invigning år 1421 fram till att Qingdynastin störtades 1911.
Förbjudna staden är till ytan världens i dag största palats. Palatset påstås ha 9 999 ½ rum, men det verkliga antalet är 9 371. I dag är Förbjudna staden ett av Kinas och världens mest besökta turistmål och inrymmer bland annat Palatsmuseet. Sedan 1987 är Förbjudna staden listat av Unesco som världsarv.

## Historia

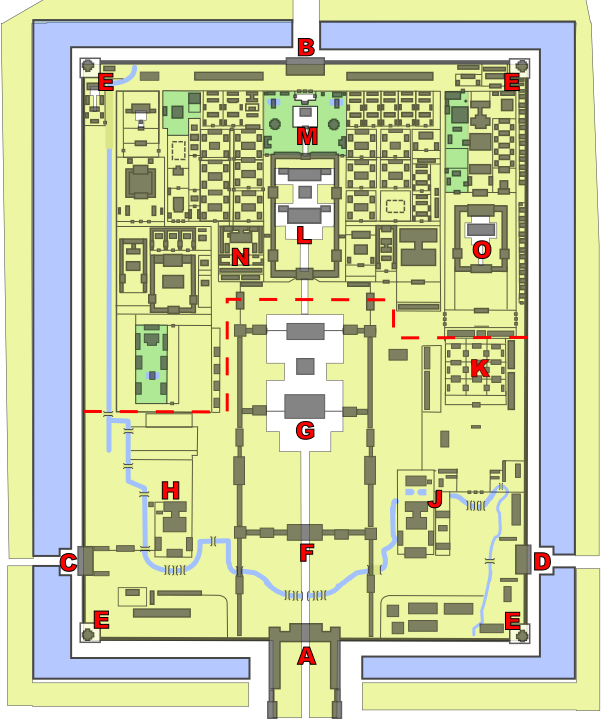
Karta över Förbjudna staden.

Efter grundandet av Mingdynastin år 1368 flyttade Hongwu-kejsaren huvudstaden till Nanjing. Hongwu-kejsaren efterträddes 1398 av sitt barnbarn Jianwen-kejsaren, vilket inte uppskattades av Zhu Di som ansåg sig vara den rättmätige tronarvingen. År 1402 intog Zhu Di det kejserliga palatset i Nanjing och kejsar Jianwen flydde från palatset, eventuellt utklädd till munk. Zhu Di tog makten över Mingdynastin och utropade sig till kejsar Yongle. Yongle hade efter incidenten svårt att få stöd i Nanjing, och beslutade att flytta huvudstaden till Peking. År 1406 var planerna för den nya staden och dess palats färdiga. De första tio åren av arbetet med palatset ägnades huvudsakligen åt att producera och transportera byggnadsmaterial till Peking. Timmer hämtades i sydvästra Kina och teglet tillverkades till stora delar i Suzhou. För att transportera dessa varor till Peking renoverades den historiska Kejsarkanalen för att åter kunna användas hela vägen upp till Peking från södra Kina. Transporten av en stock hela vägen till Peking kunde ta upp till fyra år. Marmor bröts och bearbetades i närområdet norr om Peking. Efter att grunden var klar år 1417 tog det ytterligare tre år att bygga alla byggnader i palatset, som stod färdigt 1420. Totalt var 1 000 000 arbetare inblandade i byggnationen av palatset, varav 100 000 vid själva byggarbetsplatsen i Peking. Nyårsdagen 1421 hölls en stor invigningsceremoni för Förbjudna staden med besökare från många länder.
Strax efter invigningen 1421 fick kejsar Yongle information om att det förekom sexuella relationer mellan hans konkubiner och eunucker. Yongle reagerade mycket kraftfullt och under en natt avrättade han 2 800 konkubiner och eunucker. I maj samma år slog blixten ner i Förbjudna staden och De tre stora salarna tillsammans med 250 övriga byggnader brann ner. Yongle tolkade blixtnedslaget som ett himmelskt straff för massakern. Det tog till år 1440 innan byggnaderna hade återuppbyggts. Totalt kom Förbjudna staden att drabbas av fler än 50 bränder genom historien. Himmelska renhetens sal, som var kejsarens bostad, brann ner tillsammans med flera andra byggnader under Lanternfestivalen år 1514 efter en krutexplosion. Det tog till 1521 innan palatset var återställt. År 1644 i samband med att Mingdynastin föll brände rebelledaren Li Zicheng stora delar av Förbjudna staden. De skador som uppkom vid branden tog 100 år att reparera. År 1860, under andra opiumkriget, plundrades Förbjudna staden av engelska och franska styrkor i samband med att de totalförstörde Yuanmingyuan utanför Peking. Den senaste branden inträffade år 1923 då 120 rum i palatsets nordvästra del brann upp. Byggnaderna återställdes inte förrän år 2000.
År 1912 var tiden för Förbjudna staden som kejsarpalats över efter att den siste kejsaren Pu Yi tvingas avsäga sig makten under Xinhairevolutionen. Pu Yi bodde dock kvar i palatset till år 1924.
Förbjudna staden är sedan 1987 tillsammans med Mukdenpalatset i Shenyang listat av Unesco som världsarv enligt kriterierna i, ii, iii och iv.

## Utförande

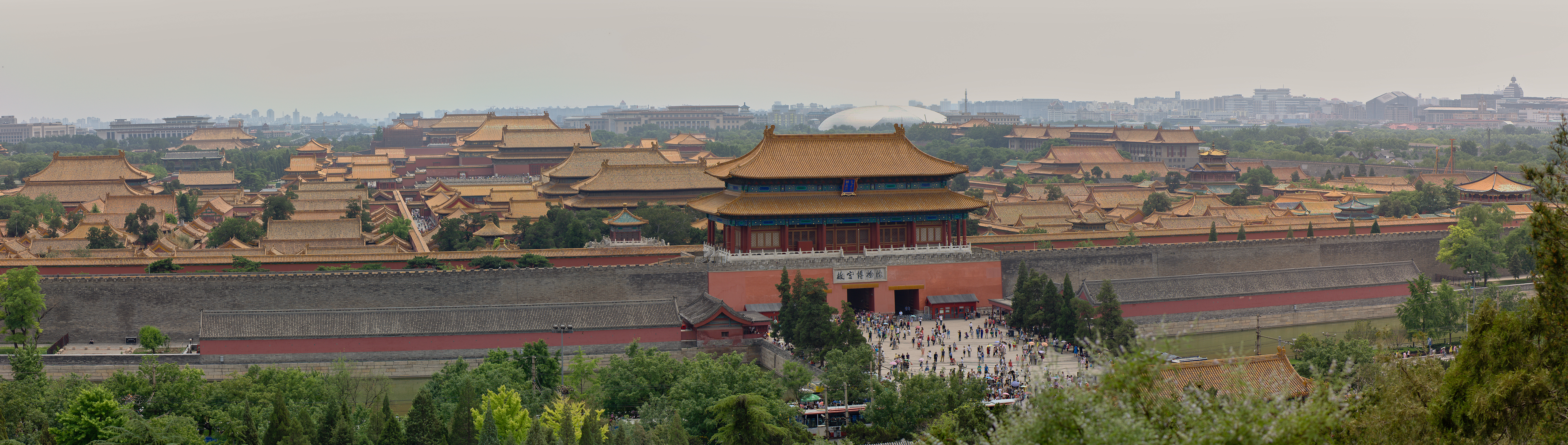
Förbjudna staden sedd söderut från Jingshanparken.

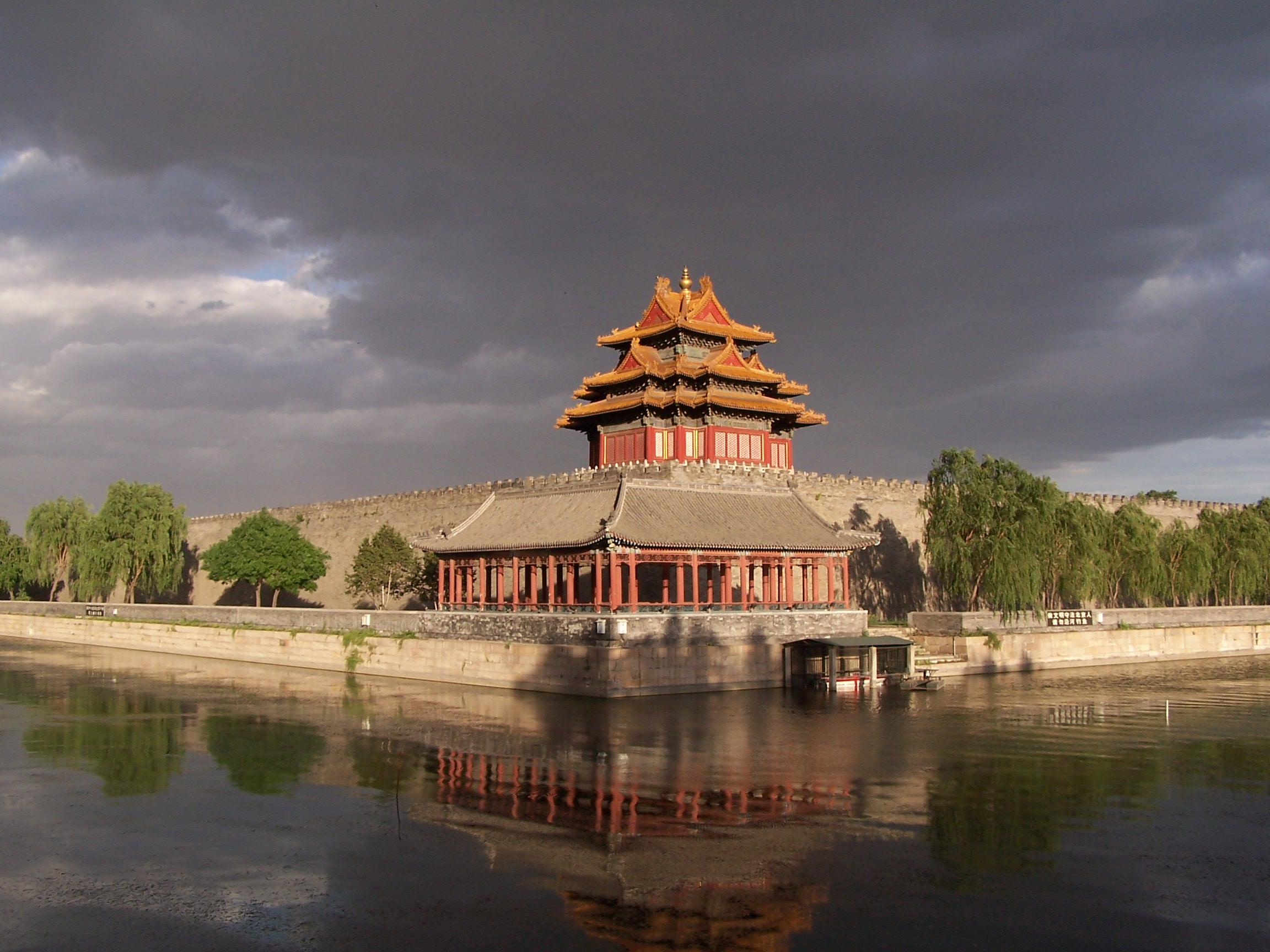
Vakttornet i det nordvästra hörnet av Förbjudna staden.

Förbjudna staden finns i centrala Peking just norr om Himmelska fridens torg. Palatset är 961 meter i nord-sydlig riktning och 753 meter i öst-västlig, och det upptar en yta av mer än 720 000 kvadratmeter. Förbjudna staden är till ytan mindre än några av sina historiska föregångare såsom Tangdynastins Daminggong eller Handynastins Weiyangpalatset, men är världens i dag största existerande palats. Totalt finns nästan 1 000 tempel, salar, bostäder och paviljonger innehållande över 9 000 rum fördelat på en byggnadsyta av 150 000 kvadratmeter. Det påstås att palatset har 9 999 ½ rum för att inte överträffa de 10 000 rum som bara kan finnas i himmelen. Nästan alla byggnader är av trä med tak av gulglaserat tegel stående på fundament av vit sten. Palatset omsluts av en 10 meter hög mur som i sin tur omsluts av en drygt 50 meter bred vallgrav. I varje hörn av stadsmuren finns tre våningar höga vakttorn.
Byggnaderna i palatset är placerade symmetriskt kring en nord-sydlig axel. Den yttre södra delen av palatset centreras av De tre stora salarna vilka är Högsta harmonins sal, Centrala harmonins sal och Salen för harmonins bevarande. I den inre norra delen finns Himmelska renhetens sal, Förbundets sal och Salen för evig stillhet. Palatset har fyra portar. Meridianporten är Förbjudna stadens huvudentré och dess södra port. Den norra porten heter Gudomliga tapperhetens port, och därutöver finns Västra och Östra strålande porten.

### Högsta harmonins sal

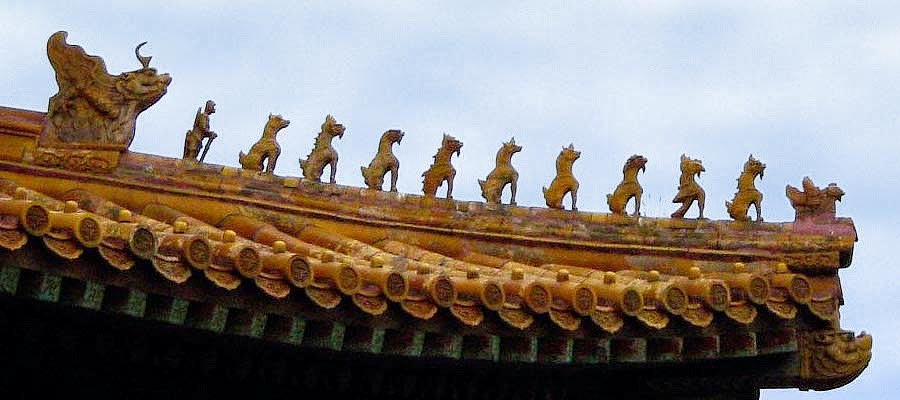
De tio figurerna på taket till Högsta harmonins sal som visualiserar byggnadens högsta status.

Efter att från söder kommit in i Förbjudna staden genom Meridianporten och sedan passerat Högsta harmonins port kommer man till Högsta harmonins sal (太和殿, även känd som Yttersta harmonins hall). Högsta harmonins sal är den största och högst rankade byggnaden i Förbjudna staden. Rankningen visualiseras av tio små figurer vid varje hörna av taket. Mitt i salen finns kejsarens guldlackerade tron som omges av tretton guldförgyllda drakar där bara kejsaren själv fick sitta. Salen byggdes om under kejsar Kangxis regeringstid (1661–1722). I Högsta harmonins sal höll kejsaren de allra viktigaste ceremonierna, och fram till 1789 hölls även palatsexaminationerna här. Byggnaden, som tidigare hette Kejserliga överlägsenhetens sal, fick sitt nuvarande namn efter att Qingdynastin flyttat in i Förbjudna staden 1644.

### Centrala harmonins sal

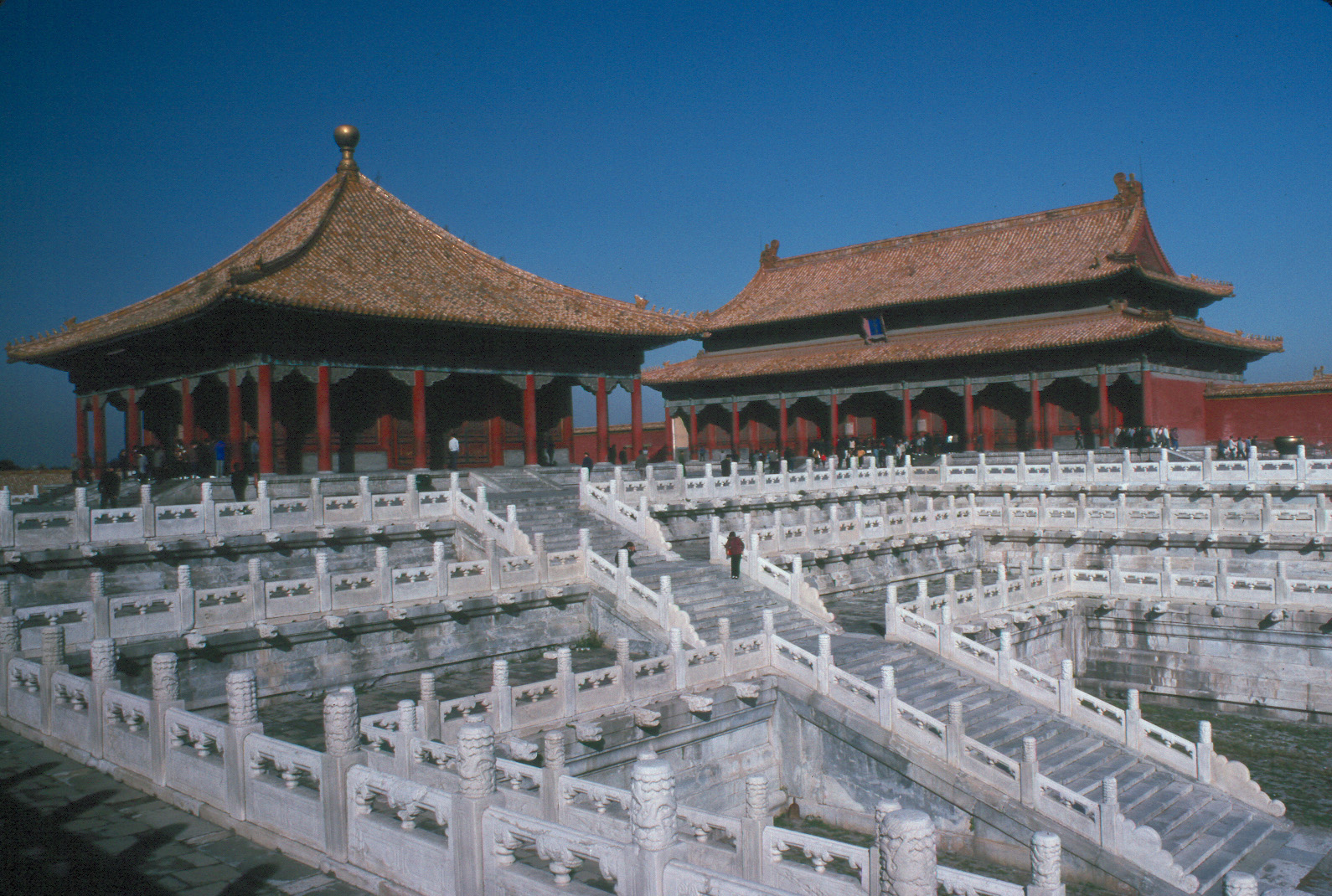
Den kvadratiska Centrala harmonins sal till vänster och Salen för harmonins bevarande till höger.

Norr om Högsta harmonins sal ligger Centrala harmonins sal (中和殿). Salen är kvadratisk med fönster åt alla håll. I mitten finns en tron flankerad av bärstolar. Salen har byggts om och renoverats flera gånger genom historien på grund av eldsvådor. Det var i Centrala harmonins sal som kejsaren vilade och gjorde sig i ordning inför viktiga ceremonier i Högsta harmonins sal. Här tog kejsaren även emot tjänstemän och förberedde ceremonierna.

### Salen för harmonins bevarande
Den tredje salen efter Högsta harmonins sal och Centrala harmonins sal är Salen för harmonins bevarande (保和殿). Under Mingdynastin användes salen av kejsaren för att klä om inför större ceremonier. Under Qingdynastin gifte sig Shunzhi-kejsaren (regeringstid 1643-1661) i Salen för harmonins bevarande. Salen har även använts som tillfällig boplats för Shunzhi-kejsaren och Kangxi-kejsaren när Himmelska renhetens sal renoverades. Även nyårsfirande med tillhörande bankett hölls i Salen för harmonins bevarande. Från 1789 användes salen för palatsexaminationerna vart tredje år.

### Himmelska renhetens sal

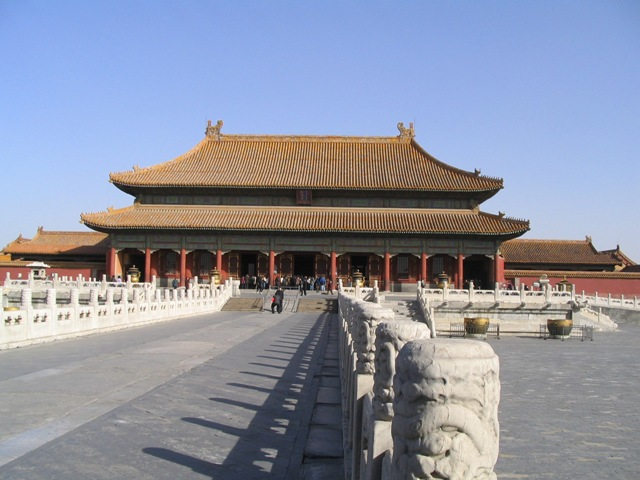
Den Himmelska renhetens sal.

Himmelska renhetens sal (乾清宫) var kejsarens sovsal och arbetsplats. Salen har byggts om flera gånger efter bränder, och Qingdynastins kejsare Yongzheng (regeringstid 1723–1735) byggde om den till att bli en politisk samlingsplats. Ibland hölls även kejserliga banketter i salen. Dagens utförande är från 1798. I Himmelska renhetens sal förbereddes även kejsarna efter sin död inför sina begravningar.

## Förbjudna staden i dag
Palatsmuseet i Förbjudna staden är ett av Kinas och världens mest besökta turistmål. Museet, som öppnade för allmänheten 1925, besöks årligen av mer än 15 miljoner turister med ibland över 100 000 besökare per dag. Det finns många gallerier för till exempel konst, keramik, brons, guld, silver och jade. 80 procent av palatsets yta är öppen för besökare, men planeras att utökas till 85 procent år 2025. Palatsmuseet innehåller över 1,8 miljoner föremål som spänner över 5 000 år av den kinesiska historien fram till Qingdynastin. Av utrymmesskäl kan bara ungefär 0,5 procent av alla objekt ställas ut i museet. På grund av detta offentliggjordes i slutet av 2016 att ett nytt museum kommer att byggas 25 kilometer norr om Förbjudna staden som i första fasen kommer att ha 125 000 kvadratmeter utställningsyta.

## Förbjudna staden i populärkulturen
I flera spelfilmer har Förbjudna staden figurerat. Några exempel:
- Marco Polo, TV-serie från 1982.[26]
- Den siste kejsaren, biografi om den sista kejsaren Pu Yi från 1987.[27]
- The Forbidden City, stumfilm från 1918.[28]

| Pekings tunnelbana |         |                            |
|                    | Linje 1 | Tian'anmen West (天安门西) |
|                    | Linje 1 | Tian'anmen East (天安门东) |

## Bilder

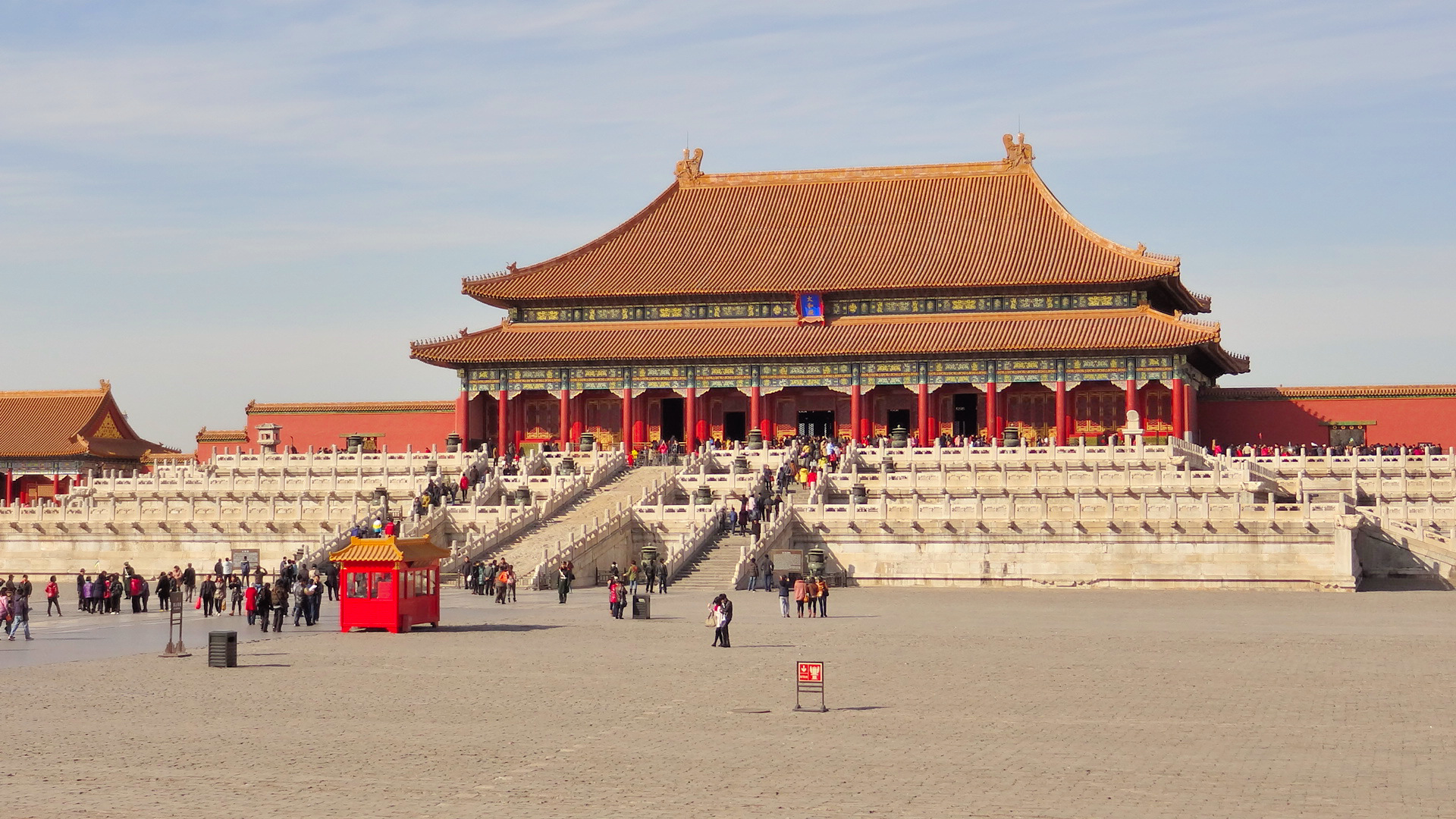
Högsta harmonins sal.
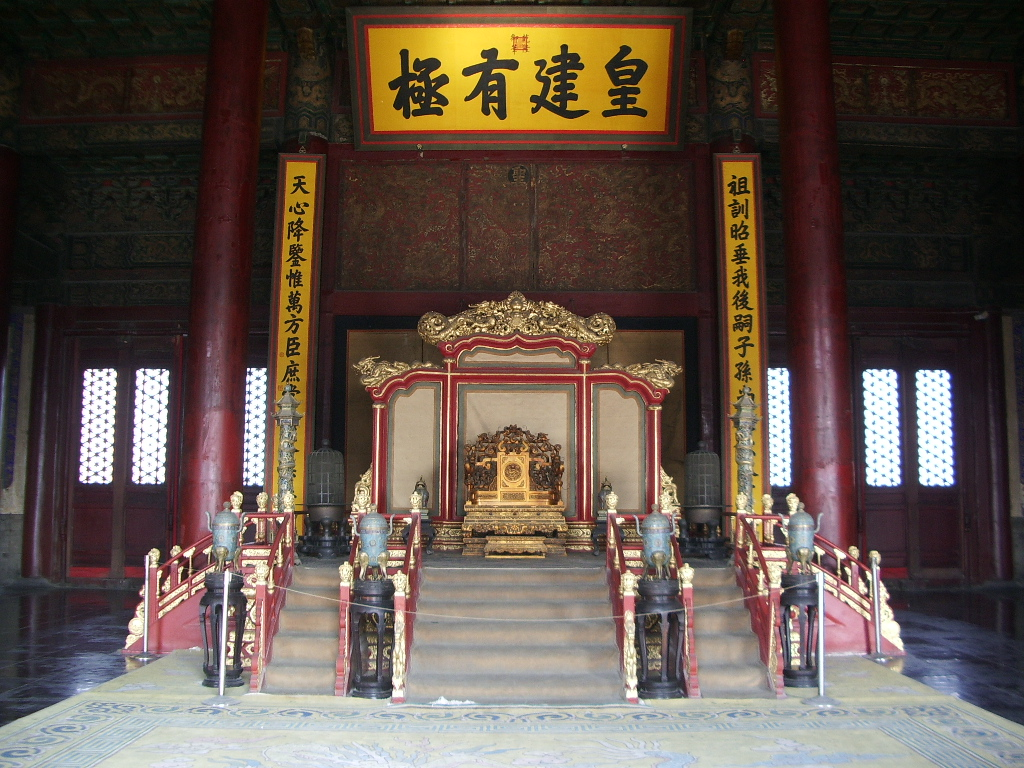
Tronen i Salen för harmonins bevarande.
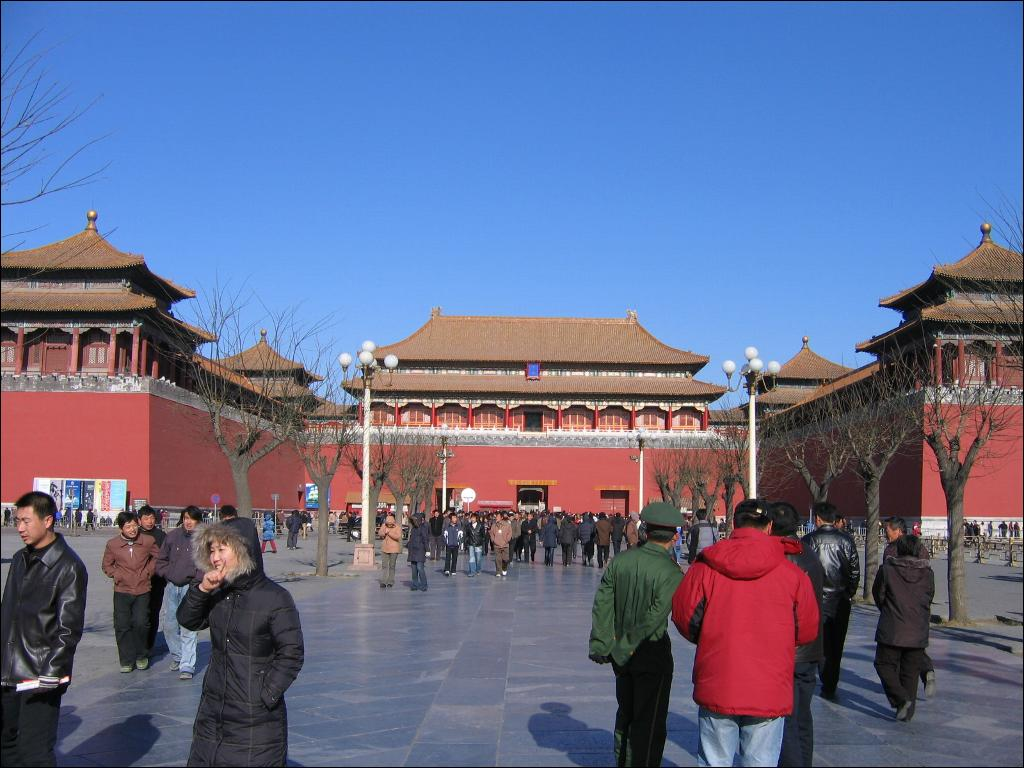
Meridianporten.
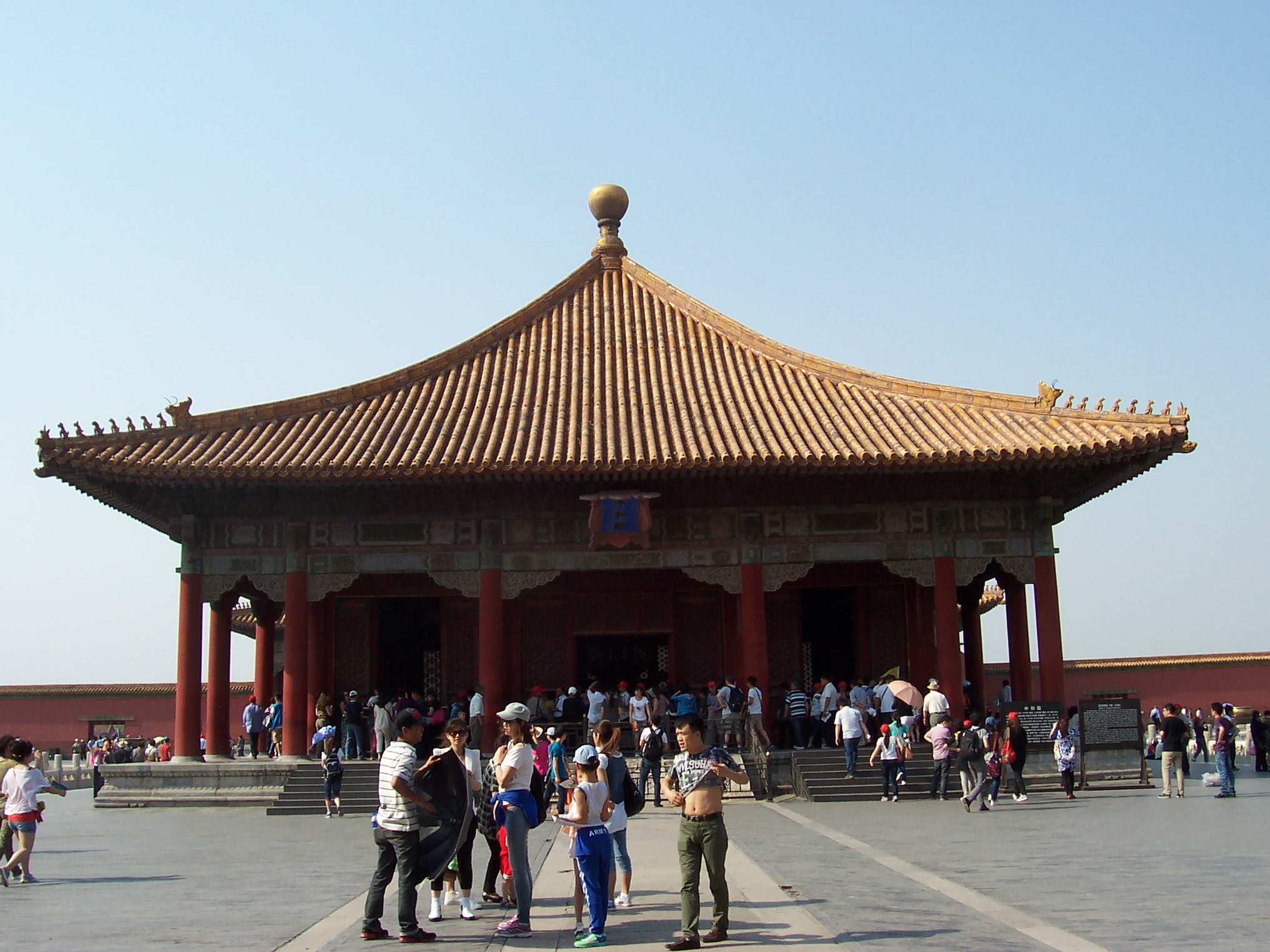
Centrala harmonins sal.
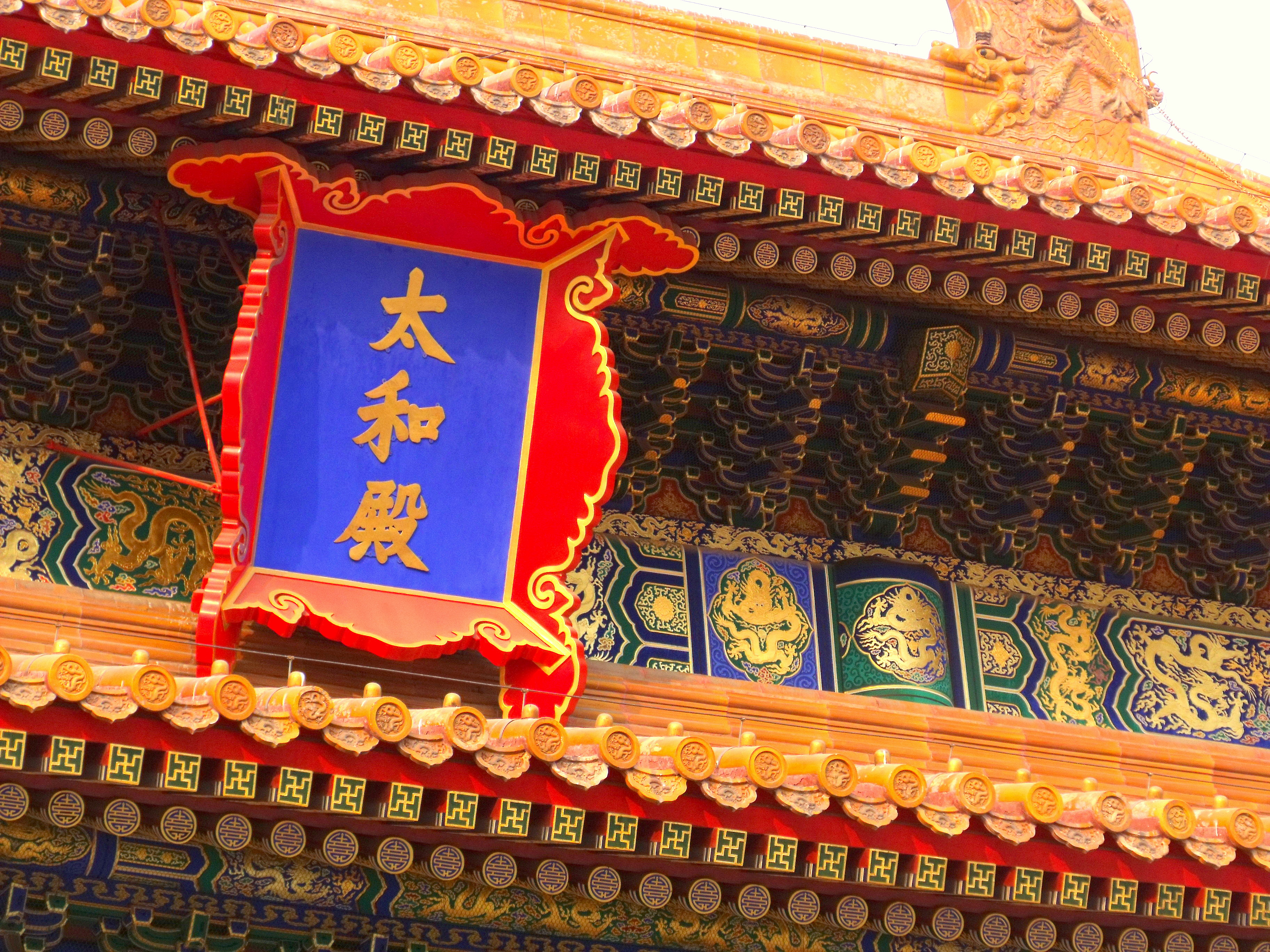
Närbild på skylten på Högsta harmonins sal (太和殿).